# Дискографія Hurts
Дискографія британського синт-поп дуету Hurts складається з 4 студійних альбомів, 2 міні-альбомів, 16 синглів і 17 відеокліпів.
У 2010 році Hurts випустили свій перший студійний альбом Happiness, що дебютувала на четвертій позиції UK Albums Chart. Диск розійшовся світом тиражем понад два мільйони примірників; у 2011 році Британська асоціація виробників фонограм присвоїла йому статус золотого. У 2013 році вийшов другий повноформатний альбом, Exile, що дістався до дев'ятої сходинки хіт-параду альбомів Великої Британії. У перший тиждень після релізу було продано сорок п'ять тисяч копій альбому. У 2015 році вийшов третій лонгплей Surrender із синглами «Rolling Stone», «Lights», «Slow», «Wish», «Wings» і «Nothing Will Be Bigger Than Us». Досяг першої позиції у Швейцарії.
Четвертий альбом Desire у восени 2017 року й досяг 6 позиції в національному хіт-параді Фінляндії.
| Коди назв країн (по стандарту ISO 3166-1) | Коди назв країн (по стандарту ISO 3166-1)                                                                            | |
| --- | --- | --- |
| \| - AT — Австрія - AU — Австралія - BE — Бельгія - CH — Швейцарія - DE — Німеччина - DK — Данія - ES — Іспанія \| - FI — Фінляндія - FR — Франція - GB — Велика Британія - GR — Греція - HU — Угорщина - HR — Хорватія - IE — Ірландія \| - IT — Італія - JP — Японія - NL — Нідерланди - NZ — Нова Зеландія - PL — Польща - RU — Росія - SE — Швеція \| | | |
| - AT — Австрія - AU — Австралія - BE — Бельгія - CH — Швейцарія - DE — Німеччина - DK — Данія - ES — Іспанія | - FI — Фінляндія - FR — Франція - GB — Велика Британія - GR — Греція - HU — Угорщина - HR — Хорватія - IE — Ірландія | - IT — Італія - JP — Японія - NL — Нідерланди - NZ — Нова Зеландія - PL — Польща - RU — Росія - SE — Швеція |

## Студійні альбоми
| Рік                                                               | Альбом                                                                                           | Найвищі позиції в чартах | Найвищі позиції в чартах | Найвищі позиції в чартах | Найвищі позиції в чартах | Найвищі позиції в чартах | Найвищі позиції в чартах | Найвищі позиції в чартах | Найвищі позиції в чартах | Найвищі позиції в чартах | Найвищі позиції в чартах | Найвищі позиції в чартах | Найвищі позиції в чартах | Найвищі позиції в чартах | Найвищі позиції в чартах | Найвищі позиції в чартах | Найвищі позиції в чартах | Найвищі позиції в чартах | Найвищі позиції в чартах | Найвищі позиції в чартах | Сертифікації |
| Рік                                                               | Альбом                                                                                           | AT                       | BE                       | CH                       | DE                       | DK                       | ES                       | FI                       | FR                       | GB                       | GR                       | HU                       | HR                       | IE                       | IT                       | JP                       | NL                       | PL                       | RU                       | SE                       | Сертифікації |
| ----------------------------------------------------------------- | ------------------------------------------------------------------------------------------------ | ------------------------ | ------------------------ | ------------------------ | ------------------------ | ------------------------ | ------------------------ | ------------------------ | ------------------------ | ------------------------ | ------------------------ | ------------------------ | ------------------------ | ------------------------ | ------------------------ | ------------------------ | ------------------------ | ------------------------ | ------------------------ | ------------------------ | --- |
| 2010                                                              | Happiness - Вихід: 6 вересня - Лейбли: Major Label, RCA, Sony Music - Формати: CD (+DVD/+LP), ЦД | 2                        | 11/34                    | 2                        | 2                        | 7                        | 47                       | 3                        | 135                      | 4                        | 1                        | —                        | 6                        | 9                        | 16                       | 77                       | 18                       | 2                        | 19                       | 4                        | Список - Велика Британія BPI: Золотий - Німеччина BVMI: 2×Платиновий - Швейцарія IFPI: Золотий - Швейцарія IFPI: Платиновий - Росія NFPF: Платиновий - Польща ZPAV: 2хПлатиновий |
| 2013                                                              | Exile - Вихід: 11 березня - Лейбли: Major Label, Sony Music - Формати: CD (+DVD), LP, ЦД         | 4                        | 24/59                    | 2                        | 3                        | 31                       | 25                       | 2                        | 183                      | 9                        | 26                       | 5                        | 5                        | 34                       | —                        | 105                      | 20                       | 3                        | 9                        | 17                       | Список - Німеччина BVMI: Золотий - Швейцарія IFPI: Золотий - Польща ZPAV: Золотий                                                                                                |
| 2015                                                              | Surrender - Вихід: 9 жовтня - Лейбли: Major Label, Columbia Records - Формати: CD, LP, ЦД        | 14                       | 17/39                    | 1                        | 8                        | —                        | 55                       | 13                       | —                        | 12                       | —                        | —                        | —                        | 48                       | 42                       | —                        | 30                       | 9                        | —                        | 47                       | |
| 2017                                                              | Desire - Вихід: 23 вересня - Лейбли: - Формати: CD, LP, ЦД                                       | 24                       | 103/108                  | 8                        | 14                       | —                        | 73                       | 6                        | —                        | 21                       | —                        | —                        | —                        | —                        | —                        | —                        | —                        | 9                        | —                        | —                        | |
| «—» значить, що альбом не потрапив у чарт чи не виходив у країні. |                                                                                                  |                          |                          |                          |                          |                          |                          |                          |                          |                          |                          |                          |                          |                          |                          |                          |                          |                          |                          |                          | |

## Міні-альбоми
| Рік  | Альбом                                                               |
| ---- | -------------------------------------------------------------------- |
| 2010 | The Belle Vue EP - Вихід: 12 липня - Лейбл: Major Label - Формат: ЦД |

## Сингли
| Рік                                                              | Сингл                                        | Найвищі позиції в чартах | Найвищі позиції в чартах | Найвищі позиції в чартах | Найвищі позиції в чартах | Найвищі позиції в чартах | Найвищі позиції в чартах | Найвищі позиції в чартах | Найвищі позиції в чартах | Найвищі позиції в чартах | Найвищі позиції в чартах | Найвищі позиції в чартах | Найвищі позиції в чартах | Найвищі позиції в чартах | Сертифікації                                                                            | Альбом                     |
| Рік                                                              | Сингл                                        | AT                       | BE                       | CH                       | DE                       | DK                       | FI                       | GB                       | HU                       | IE                       | JP                       | NL                       | RU                       | SE                       | Сертифікації                                                                            | Альбом                     |
| ---------------------------------------------------------------- | -------------------------------------------- | ------------------------ | ------------------------ | ------------------------ | ------------------------ | ------------------------ | ------------------------ | ------------------------ | ------------------------ | ------------------------ | ------------------------ | ------------------------ | ------------------------ | ------------------------ | --------------------------------------------------------------------------------------- | -------------------------- |
| 2010                                                             | «Better Than Love»                           | —                        | 62                       | 56                       | 66                       | —                        | —                        | 50                       | —                        | —                        | 38                       | 88                       | —                        | —                        |                                                                                         | Happiness                  |
| 2010                                                             | «Wonderful Life»                             | 6                        | 27/58                    | 4                        | 2                        | 8                        | 15                       | 21                       | 4                        | 38                       | 62                       | 83                       | 4                        | 30                       | Список - Німеччина BVMI: 3×Золотий - Австрія IFPI: Золотий - Швейцарія IFPI: Платиновий | Happiness                  |
| 2010                                                             | «Stay»                                       | 4                        | 64                       | 6                        | 3                        | —                        | —                        | 50                       | 20                       | —                        | —                        | —                        | 19                       | —                        | Список - Німеччина BVMI: Золотий - Австрія IFPI: Золотий - Швейцарія IFPI: Золотий      | Happiness                  |
| 2010                                                             | «All I Want for Christmas Is New Year's Day» | 67                       | —                        | —                        | —                        | —                        | —                        | —                        | —                        | —                        | —                        | —                        | 201                      | —                        |                                                                                         | Happiness (Deluxe Edition) |
| 2011                                                             | Sunday»                                      | —                        | 70                       | —                        | —                        | —                        | —                        | 57                       | 8                        | —                        | —                        | —                        | 185                      | —                        |                                                                                         | Happiness                  |
| 2011                                                             | «Illuminated» / «Better Than Love»           | —                        | —                        | —                        | —                        | —                        | —                        | 68                       | —                        | —                        | —                        | —                        | —                        | —                        |                                                                                         | Happiness                  |
| 2011                                                             | «Blood, Tears & Gold»                        | 45                       | —                        | 54                       | 39                       | —                        | —                        | —                        | —                        | —                        | —                        | —                        | —                        | —                        |                                                                                         | Happiness                  |
| 2013                                                             | «Miracle»                                    | 43                       | 56                       | 27                       | 23                       | —                        | —                        | —                        | 19                       | —                        | —                        | —                        | 165                      | —                        |                                                                                         | Exile                      |
| 2013                                                             | «Blind»                                      | 60                       | —                        | —                        | 52                       | —                        | —                        | —                        | —                        | —                        | —                        | —                        | 192                      | —                        |                                                                                         | Exile                      |
| 2013                                                             | «Somebody to Die For»                        | 57                       | —                        | 62                       | 46                       | —                        | —                        | —                        | —                        | —                        | —                        | —                        | 172                      | —                        |                                                                                         | Exile                      |
| 2015                                                             | «Some Kind of Heaven»                        | —                        | —                        | 66                       | —                        | —                        | —                        | —                        | —                        | —                        | —                        | —                        | 16                       | —                        |                                                                                         | Surrender                  |
| 2015                                                             | «Lights»                                     | —                        | —                        | —                        | —                        | —                        | —                        | —                        | —                        | —                        | —                        | —                        | 166                      | —                        |                                                                                         | Surrender                  |
| 2015                                                             | «Wish»                                       | —                        | —                        | —                        | —                        | —                        | —                        | —                        | —                        | —                        | —                        | —                        | —                        | —                        |                                                                                         | Surrender                  |
| 2015                                                             | «Wings»                                      | —                        | —                        | —                        | —                        | —                        | —                        | —                        | —                        | —                        | —                        | —                        | —                        | —                        |                                                                                         | Surrender                  |
| 2017                                                             | «Beautiful Ones»                             | —                        | —                        | —                        | —                        | —                        | —                        | —                        | —                        | —                        | —                        | —                        | —                        | —                        |                                                                                         | Desire                     |
| 2017                                                             | «Ready to Go»                                | —                        | —                        | —                        | —                        | —                        | —                        | —                        | —                        | —                        | —                        | —                        | —                        | —                        |                                                                                         | Desire                     |
| «—» значить, що сингл не потрапив у чарт чи не виходив у країні. |                                              |                          |                          |                          |                          |                          |                          |                          |                          |                          |                          |                          |                          |                          |                                                                                         |                            |

### Сингли за участю Hurts
| Рік                                                              | Сингл                                                     | Найвищі позиції в чартах | Найвищі позиції в чартах | Найвищі позиції в чартах | Найвищі позиції в чартах | Найвищі позиції в чартах | Найвищі позиції в чартах | Найвищі позиції в чартах | Найвищі позиції в чартах | Найвищі позиції в чартах | Найвищі позиції в чартах | Найвищі позиції в чартах | Найвищі позиції в чартах | Найвищі позиції в чартах | Найвищі позиції в чартах | Найвищі позиції в чартах | Сертифікації | Альбом |
| Рік                                                              | Сингл                                                     | AU                       | AT                       | BE                       | CH                       | DE                       | DK                       | FI                       | FR                       | GB                       | HU                       | IE                       | NL                       | NZ                       | RU                       | SE                       | Сертифікації | Альбом |
| ---------------------------------------------------------------- | --------------------------------------------------------- | ------------------------ | ------------------------ | ------------------------ | ------------------------ | ------------------------ | ------------------------ | ------------------------ | ------------------------ | ------------------------ | ------------------------ | ------------------------ | ------------------------ | ------------------------ | ------------------------ | ------------------------ | --- | ------ |
| 2013                                                             | «Under Control» (Кельвін Гарріс і Алессо за участю Hurts) | 17                       | 21                       | 42/52                    | 34                       | 24                       | 28                       | 5                        | 55                       | 1                        | 7                        | 5                        | 59                       | 31                       | 5                        | 8                        | Список - Австралія ARIA: Золотий - Велика Британія BPI: Срібний - Швейцарія IFPI: Золотий - Швеція IFPI: 2×Платиновий | Motion |
| «—» значить, що сингл не потрапив у чарт чи не виходив у країні. |                                                           |                          |                          |                          |                          |                          |                          |                          |                          |                          |                          |                          |                          |                          |                          |                          | |        |

## Музичні відео
| Рік  | Пісня                                                     | Режисер                  |
| ---- | --------------------------------------------------------- | ------------------------ |
| 2009 | «Wonderful Life»                                          | Hurts                    |
| 2010 | «Blood, Tears & Gold»                                     | Hurts                    |
| 2010 | «Better Than Love»                                        | W.I.Z.                   |
| 2010 | «Wonderful Life»                                          | Дон Шедфорс              |
| 2010 | «Stay»                                                    | Дейв Ма                  |
| 2010 | «All I Want for Christmas Is New Year's Day»              | Diamond Dogs             |
| 2011 | «Sunday»                                                  | W.I.Z.                   |
| 2013 | «Miracle»                                                 | Кріс Тьорнер Френк Борін |
| 2013 | «Blind»                                                   | Нез Геммел               |
| 2013 | «Somebody to Die For»                                     | Френк Борін              |
| 2013 | «Under Control» (Кельвін Гарріс і Алессо за участю Hurts) | Еміль Нава               |
| 2015 | «Some Kind of Heaven»                                     | Чіно Мойя                |
| 2015 | «Lights»                                                  | Дон Шедфорс              |
| 2015 | «Wish»                                                    | Браян Адамс              |
| 2015 | «Wings»                                                   | Дон Шедфорс              |
| 2017 | «Beautiful Ones»                                          | Тім Маттіа               |
| 2017 | «Ready to Go»                                             | Томас Джеймс             |
| 2017 | «Chaperone»                                               | Hurts                    |

## Інші появи

### Пісні за участю Hurts
| Рік  | Реліз  | Виконавець                     | Пісня     |
| ---- | ------ | ------------------------------ | --------- |
| 2014 | Motion | Кельвін Гарріс за участю Hurts | «Ecstasy» |

### Ремікси
| Рік  | Реліз                      | Виконавець      | Пісня                      |
| ---- | -------------------------- | --------------- | -------------------------- |
| 2010 | «Haifisch»                 | Rammstein       | «Haifisch»                 |
| 2010 | Me and the Moon            | The Drums       | «Down by the Water»        |
| 2011 | Born This Way – The Remix  | Леді Гага       | «Judas»                    |
| 2011 | «Judas»                    | Леді Гага       | «Judas»                    |
| 2011 | «Lonely Lisa»              | Мілен Фармер    | «Lonely Lisa»              |
| 2011 | «Time of My Life»          | Патрік Вульф    | «Time of My Life»          |
| 2012 | Funtimes                   | The Heartbreaks | «Jealous, Don't You Know»  |
| 2012 | «Lied von den Vergessenen» | Rosenstolz      | «Lied von den Vergessenen» |

### Участь у саундтреках
У цей список включені пісні, що увійшли тільки в офіційні саундтреки. Повний список пісень міститься тут [Архівовано 17 лютого 2017 у Wayback Machine.].
| Рік  | Реліз                                         | Фільм       | Пісня           |
| ---- | --------------------------------------------- | ----------- | --------------- |
| 2011 | Kokowääh (Original Motion Picture Soundtrack) | «Спокусник» | «Stay» «Affair» |

### Кавер-версії
| Рік  | Реліз                                   | Оригінальний виконавець | Пісня                                        |
| ---- | --------------------------------------- | ----------------------- | -------------------------------------------- |
| 2010 | Falco 3                                 | Falco                   | «Jeanny»                                     |
| 2016 | BBC Radio 2's Sounds of the 80s, Vol. 2 | Майкл Макдональд        | «I Keep Forgettin' (Every Time You're Near)» |